# Чатгем Тауншип (Нью-Джерсі)
Чатгем Тауншип (англ. Chatham Township) — селище (англ. township) в США, в окрузі Морріс штату Нью-Джерсі. Населення — 10 983 особи (2020).

### Клімат
| Клімат : Чатгем Тауншип | Клімат : Чатгем Тауншип | Клімат : Чатгем Тауншип | Клімат : Чатгем Тауншип | Клімат : Чатгем Тауншип | Клімат : Чатгем Тауншип | Клімат : Чатгем Тауншип | Клімат : Чатгем Тауншип | Клімат : Чатгем Тауншип | Клімат : Чатгем Тауншип | Клімат : Чатгем Тауншип | Клімат : Чатгем Тауншип | Клімат : Чатгем Тауншип | Клімат : Чатгем Тауншип |
| Показник                | Січ.                    | Лют.                    | Бер.                    | Квіт.                   | Трав.                   | Черв.                   | Лип.                    | Серп.                   | Вер.                    | Жовт.                   | Лист.                   | Груд.                   | Рік                     |
| Абсолютний максимум, °C | 22,8                    | 27,8                    | 31,7                    | 35,6                    | 36,1                    | 39,4                    | 41,7                    | 40,0                    | 37,2                    | 33,9                    | 28,9                    | 24,4                    | 41,7                    |
| Середній максимум, °C   | 3,9                     | 5,6                     | 10,6                    | 16,7                    | 22,8                    | 27,8                    | 30,0                    | 29,4                    | 25,6                    | 18,9                    | 12,8                    | 6,7                     | 17,6                    |
| Середній мінімум, °C    | −7,8                    | −6,7                    | −2,2                    | 3,3                     | 8,3                     | 13,9                    | 17,2                    | 16,1                    | 11,7                    | 4,4                     | 0,0                     | −4,4                    | 4,5                     |
| Абсолютний мінімум, °C  | −31,7                   | −32,2                   | −21,1                   | −11,1                   | −3,9                    | −0,6                    | 5,0                     | 1,7                     | −3,3                    | −10,6                   | −20,6                   | −26,7                   | −32,2                   |
| Норма опадів, мм        | 90                      | 74                      | 107                     | 109                     | 111                     | 119                     | 120                     | 112                     | 124                     | 118                     | 103                     | 105                     | 1293                    |
| ----------------------- | ----------------------- | ----------------------- | ----------------------- | ----------------------- | ----------------------- | ----------------------- | ----------------------- | ----------------------- | ----------------------- | ----------------------- | ----------------------- | ----------------------- | ----------------------- |
| Джерело:                |                         |                         |                         |                         |                         |                         |                         |                         |                         |                         |                         |                         |                         |

## Демографія
Згідно з переписом 2010 року, у селищі мешкали 10 452 особи в 3915 домогосподарствах у складі 2720 родин. Було 4128 помешкань
Расовий склад населення:
| - 90,8 % — білих - 6,4 % — азіатів - 0,7 % — чорних або афроамериканців - 0,1 % — корінних американців |

До двох чи більше рас належало 1,6 %. Частка іспаномовних становила 3,3 % від усіх жителів.
За віковим діапазоном населення розподілялося таким чином: 28,9 % — особи молодші 18 років, 56,0 % — особи у віці 18—64 років, 15,1 % — особи у віці 65 років та старші. Медіана віку мешканця становила 43,3 року. На 100 осіб жіночої статі у селищі припадало 89,1 чоловіків;  на 100 жінок у віці від 18 років та старших — 85,5 чоловіків також старших 18 років.
Середній дохід на одне домашнє господарство  становив 234 098 доларів США (медіана — 151 216), а середній дохід на одну сім'ю — 288 553 долари (медіана — 207 708). Медіана доходів становила 181 176 доларів для чоловіків та 75 884 долари для жінок. За межею бідності перебувало 2,1 % осіб, у тому числі 1,4 % дітей у віці до 18 років та 1,1 % осіб у віці 65 років та старших.
Цивільне працевлаштоване населення становило 4666 осіб. Основні галузі зайнятості: освіта, охорона здоров'я та соціальна допомога — 25,5 %, фінанси, страхування та нерухомість — 21,1 %, науковці, спеціалісти, менеджери — 18,7 %.